# Blariny
Blariny (Blarinini) – plemię ssaków z podrodziny ryjówek (Soricinae) w obrębie rodziny ryjówkowatych (Soricidae).

## Występowanie
Plemię obejmuje gatunki występujące w Ameryce.

## Systematyka
Do plemienia należą następujące występujące współcześnie rodzaje:
- Cryptotis Pomel, 1848 – skrytouszka
- Blarina J.E. Gray, 1838 – blarina

Opisano również rodzaj wymarły:
- Blarinoides Sulimski, 1959